# ابیا (یهودیه)

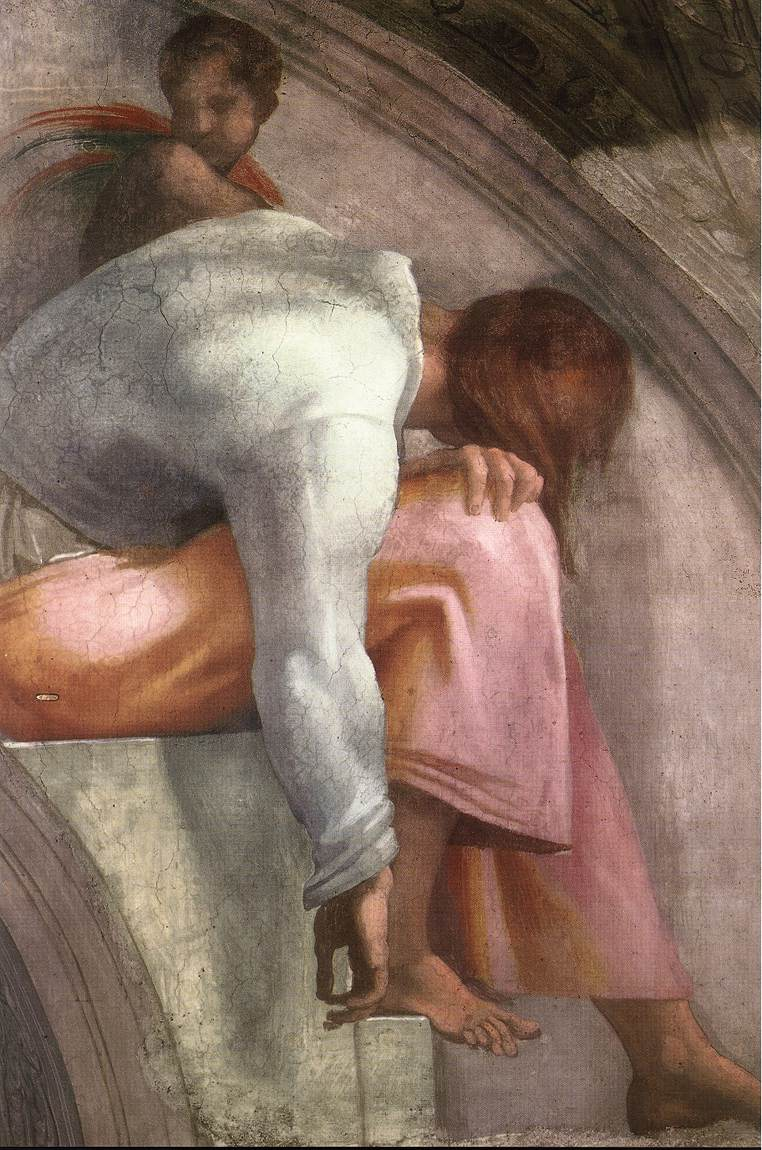
ابیا، اثر میکلانژ در کلیسای سیستین.

ابیّا (به عبری: אֲבִָיּה) پادشاه یهودیه از حدود ۹۱۳ تا ۹۱۱ پیش از میلاد و پسر رحبعام بود. نام او در زبان عبری به معنای یهوه پدرم است می‌باشد.
او با یربعام پادشاه اسرائیل به جنگ پرداخت. مطابق با کتاب دوم تواریخ او پادشاهی مؤمن بود که یربعام را شکست‌داد. بر اساس کتب پادشاهان او با بنهدد پادشاه آرامی دمشق متحدبود. او چهارده زن داشت که حاصل این ازدواج‌های متعدد ۲۲ پسر و شانزده دختر بود. وقایع‌نگاری پادشاهی ابیا در کتاب عدوی نبی آورده شده‌بود.